# Orosháza

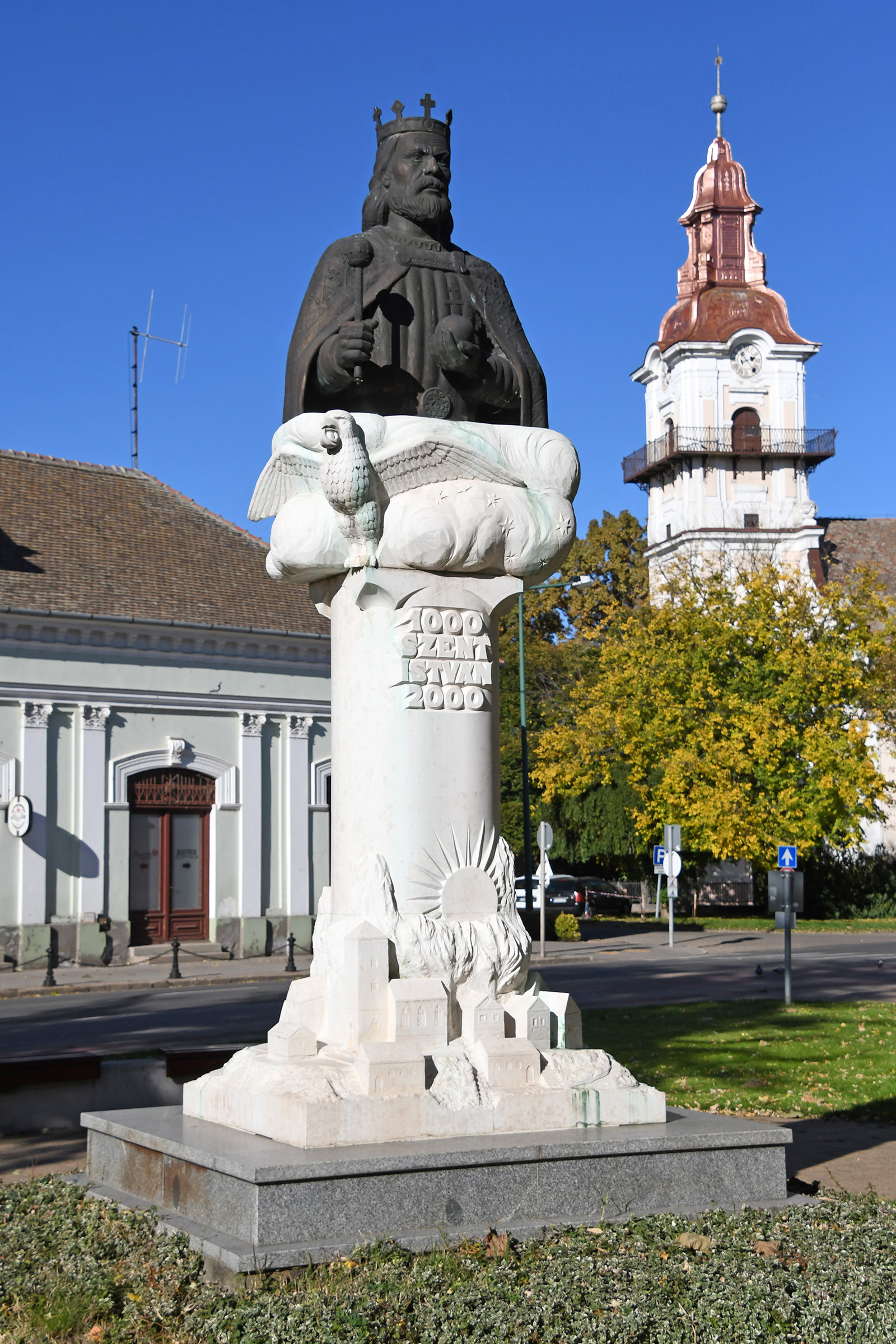
Denkmal für den heiligen Stephan, evangelische Kirche

Orosháza ist eine ungarische Stadt im gleichnamigen Kreis im Komitat Békés.

## Geografie
Orosháza liegt in der Großen Ungarischen Tiefebene, im Südosten Ungarns, auf der von den Flüssen Mureș und Körös begrenzten Békéser Ebene.

## Geschichte
Orosháza wurde zwar schon 1466 erstmals urkundlich erwähnt, war aber nach der Eroberung durch die Osmanen eine Wüstung. Erst 1744 wurde der Ort in der Puszta durch vertriebene Protestanten aus der Stadt Zomba neu besiedelt.
In der ersten Hälfte des 19. Jahrhunderts war der Ort noch ein Dorf mit 6000 meist lutherischen Einwohnern, hat Roß- Wind- und Öhlmühlen, starken Weinbau, bedeutende Rindvieh-, Schaf- und Schweinzucht. Die Anbindung an die Eisenbahnlinie Nagyvárad-Fiume im Jahre 1870 brachte der landwirtschaftlich geprägten Stadt einen Aufschwung mit der Gründung von Instriebetrieben.
1891 kam es nach einer Maifeier zu Zusammenstößen von Arbeitern mit k.u. Gendarmerie und dem Militär. Auf die unbewaffneten Demonstranten wurde das Feuer eröffnet, über 100 Personen wurden teils schwer verletzt. Zwischen den Weltkriegen galt Orosháza mit seinen damals 25.000 Einwohnern als das Größte Dorf Ungarns. So nannte der Schriftsteller József Darvas sein 1937 erschienenes soziografisches Werk über seinen Heimatort. Im Mai 1944 wurde die jüdische Bevölkerung des Ortes und der Umgebung von der ungarischen Administration ghettoisiert und Ende Juni zu einem Fußmarsch nach Békéscsaba gezwungen, von aus sie in das Durchgangslager Strasshof deportiert wurde.
1946 erhielt Orosháza das Stadtrecht.

### Einwohnerentwicklung
Die Bevölkerungszahl ist derzeit abnehmend.

## Städtepartnerschaften
- Carei, Rumänien (seit 1991)
- Băile Tușnad, Rumänien (seit 2009)
- Panjin, China (seit 2006)
- Srbobran, Serbien (seit 2009)
- Zomba, Ungarn

## Kultur und Sehenswürdigkeiten
- Evangelische Barockkirche, 1777 errichtet, 1830 erweitert
- Nagytatársánc, die größte ehemalige Erdfeste in der ungarischen Ebene
- János Szántó Kovács Museum
- József Darvas Literaturhaus
- Städtische Gemäldegalerie
- Rágyánszki-Arboretum
- Der Wasserturm in der Könd utca 1 beherbergt Ungarns einziges Brunnen-Museum.

## Wirtschaft und Infrastruktur

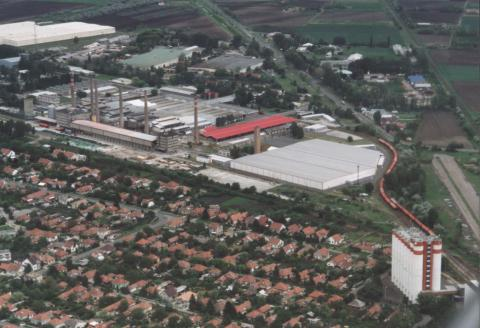
Industriebetriebe am nördlichen Stadtrand

Die Stadt ist in der Region ein bedeutendes Zentrum für Wirtschaft, Bildung und Kultur.
Bekannt ist Orosháza für sein Heilbad Gyopáros, das seit 1869 existiert. Die größten Betriebe sind im Bereich der Geflügelverarbeitung (Orosházer Gänseleber) sowie der Erzeugung von Glas tätig.
Orosháza ist durch Eisenbahn, Buslinien und Autostraßen gut erschlossen.
Die Stadt liegt an der Bahnstrecken Szeged–Békéscsaba (135), Mezőtúr–Mezőhegyes (125) und Kiskunfélegyháza–Orosháza (147) der MÁV, sowie an der Hauptstraße 47.

## Söhne und Töchter der Stadt
- Peter Friedrich (1902–1987), Architekt und Mathematiker
- István Szabó (1906–1980), Ingenieur und Mathematiker
- Mihály Hajdú (1909–1990), Komponist
- József Darvas (1912–1973), Schriftsteller, Politiker
- Nicolás Muller (1913–2000), Fotograf
- Attila Garay (1931–2013), Jazzpianist
- Gyula Kristó (1939–2004), Historiker, Mitglied der Ungarischen Akademie der Wissenschaften
- Ervin Dér (1956–2024), Radrennfahrer
- Norbert Erdős (* 1972), Politiker
- Krisztián Szollár (* 1980), Fußballspieler
- Ferenc Németh (* 1987), Volleyballspieler
- László Bartucz (* 1991), Handballspieler